# François Xavier Joseph de Lowendal
François Xavier Joseph, comte de Lowendal (28 décembre 1742 à Varsovie - 20 septembre 1808 à La Haye) était un brigadier des armées du roi.
Il commanda pendant la Révolution française un corps d'émigrés.

## Biographie
Il est le fils du maréchal Woldemar de Lowendal.
En 1760 le régiment de Lowendal où il est colonel-propriétaire fut incorporé dans celui d'Anhalt. François Xavier Joseph de Lowendal y fut attaché en qualité de colonel réformé avec un traitement de 12 000 livres par an. 
Il épousa le 3 février 1772 Charlotte Marguerite Élisabeth de Bourbon-Condé (1er août 1754 à Paris - 12 septembre 1839), fille légitimée du comte de Charolais, prince du sang.

## Sources
- François-Alexandre Aubert de La Chesnaye des Bois, Dictionnaire de la noblesse, contenant les généalogies, l'histoire et la chronologie des familles nobles de France, Volume 5, Vve Duchesne, 1772
- British and foreign state papers, Volume 1,Partie 1, page 404,  Great Britain. Foreign and Commonwealth Office, Éditeur H.M.S.O., 1841.
- Jules Michel Henri Mathorez, Les étrangers en France sous l'ancien régime, histoire de la formation de la population française: Les Allemands, les Hollandais, les Scandinaves,Volume 2, page 410, Éditeur Champion, 1921.lire en ligne
- Alain Le Bihan, Francs-maçons parisiens du Grand Orient de France à la fin du XVIIIe siècle, Volume 19 de Mémoires et documents, page 148, ed. Bibliothèque nationale, 1966.
- Jacques Marquet de Norvin, Léon de Lanzac de Laborie, Souvenirs d'un historien de Napoléon: Mémorial de J. de Norvins, Volume 1, page 349, ed. Plon, Nourrit et cie, 1896.

## Référence
1. ↑  Archives parlementaires de 1787 à 1860: recueil complet des débats législatifs et politiques des chambres françaises, Assemblée nationale, 1888